# K-웹툰
K-웹툰은 2020년, 웹툰 강국으로 부상한 '대한민국의 웹툰 시장과 산업계의 발전 현상 혹은 세계적인 인기 열풍 현상'을 지칭하는 용어로, 2020년 봄 이후부터 한국의 국내 언론들 사이에서 널리 쓰이기 시작했다. 세계 1위 만화 시장을 가진 일본도 K-웹툰의 진출을 허용했고 세계 2위 만화시장을 가진 미국도 인기 흐름에 동참했다.흔히 웹툰을 K-웹툰으로 부르는 경우가 있으나, 웹툰이라는 용어는 한국에서 만들어진 용어이고 해외의 디지털 미디어를 이용한 만화장르는 Webcomics 라고 부르는게 더 적합하다. (K-김치가 세계인들의 입맛을 사로잡았습니다. 라고 하는 것과 비슷한 맥락)

## 개요

### 한국 웹툰 시장의 성장
2000년대까지 한국 만화 산업계는 침체됐고, 외부에서 유입된 일본 만화들이 한국 시장을 지배했다. 이 시기까지 만화가라는 직업은 "벌이가 거의 없어서 배고프다"는 인식이 한국 사회를 지배했다. 하지만 제3차 산업 혁명의 물결로 인터넷이 보급된 덕분에 웹툰 시장이 급격히 활성화됐다. 2010년대 동안 10년 사이 3배 이상 폭발적인 성장을 이룩했고, 1조원 대를 달성했다. 그런가하면, K-웹툰은 6년 연속 일본에서 흑자를 기록했다.

### 세계적인 유행
K-웹툰의 최대 세력인 네이버 웹툰은 세계적인 문화대국 미국. 일본을 포함한 100여개국에서 만화 앱 순위 1위를 기록했다.  평균적인 접속 시간은 27분, 일본의 애니메이션 한 편의 재생 시간과 똑같은 편이다.

## 비판과 개선점

### 지나친 자만 경계·현실직시론

#### 한류 매출 규모 1위는 게임이며 압도적인 수치다.
한국 콘텐츠 산업의 2019년 상반기 수출액은 1위가 게임으로 33억 달러, 만화는 2,000만 달러 내외에 머무는데 그쳤다. 만화는 캐릭터 파생 상품 등 수출 길이 무궁무진하기 때문에 잠재력을 무시할 수 없는게 사실이나, 게임 쪽도 마찬가지며 단순 비교로도 수출액은 150배 이상 차이를 보인다. K-만화가 과거의 산업 규모가 초라해서 지금 떠오르는 것처럼 보인다는 의견도 일리가 있다.

#### 한국의 내수시장
한국의 문화 콘텐츠 내수시장은 세계 7위 규모에 해당한다. 정확한 집계가 힘들지만 한국보다 거대한 인도가 빠진 걸 감안해도 국내총생산 10위 국가인 것에 비해선 큰 편에 속한다.

##### 국가별 콘텐츠 시장 규모
| 순 | 국가     | 2017년  | 2018년  | 2019년  | 2020년  | 21년 전망 | 16~21 성장률 |
| -- | -------- | ------- | ------- | ------- | ------- | --------- | ------------ |
| 1  | 미국     | 8,180억 | 8,540억 | 8,830억 | 9,110억 | 9,320억   | 3.6%         |
| 2  | 중국     | 2,420억 | 2,650억 | 2,870억 | 3,060억 | 3,240억   | 8.3%         |
| 3  | 일본     | 1,810억 | 1,840억 | 1,870억 | 1,900억 | 1,920억   | 1.7%         |
| 4  | 영국     | 1,010억 | 1,050억 | 1,080억 | 1,110억 | 1,130억   | 3.0%         |
| 5  | 독일     | 1,020억 | 1,050억 | 1,060억 | 1,080억 | 1,090억   | 1.8%         |
| 6  | 프랑스   | 710억   | 730억   | 750억   | 770억   | 780억     | 2.3%         |
| 7  | 대한민국 | 550억   | 570억   | 600억   | 620억   | 640억     | 3.9%         |
| 8  | 캐나다   | 500억   | 520억   | 530억   | 550억   | 560억     | 2.7%         |
| 9  | 브라질   | 410억   | 430억   | 450억   | 470억   | 490억     | 4.6%         |
| 10 | 이탈리아 | 400억   | 420억   | 430억   | 450억   | 460억     | 3.9%         |

##### 국가별 온라인 만화시장 규모
| 순 | 국가 | 2020년              |
| -- | ---- | ------------------- |
| 1  | 일본 | 4조5,000억원(40억$) |
| 2  | 중국 | 1조7,800억원(14억$) |
| 3  | 미국 | 1조6,600억원(13억$) |
| 4  | 한국 | 1조5,400억원(12억$) |

통계에 따르면, 한국 내수시장 규모는 600억$ 정도로 큰 편이다. 하지만 K-웹툰 자체는 12억$, 즉, 1조원대 규모라서 비중이 크지 않은 데다, 수출액은 아직 1,000억원을 못 넘기고 있어 매출 구조만으로 보면 갈라파고스화됐다고 불려도 할 말이 없다. K-웹툰이라는 이름을 붙인 건, 한류의 일종으로 보기 때문이다. 즉, 세계적인 유행이 조건인데, 이 조건을 충족하기 위해선 갈라파고스화를 극복해야 하는 실정이다.

### 개선해야할 점·잠재력
K-웹툰의 명예에 거품이 있는 건 사실이나, 그럼에도 불구하고 잠재력을 보여준 건 사실이다.

#### K-웹툰이 안고 있는 현실의 문제
- 스크롤 내리며 읽는 방식의 불편함, 읽는 속도를 느리게 만드는 여백 투성이의 컷 배분 방식
- 부실한 품질 : 그림체나 작화에서 일본 만화와 미국 코믹스에 비해 부족한 편이다.
- 독자적인 아이덴티티 부족 : 일본은 디자인 상품인 우키요에를 유럽에 건네 주고 유럽에선 그 영향을 받아, 인상주의가 꽃 피운다. 서구권에서 일본에게 다시 만화로 문화적인 영향을 주어, 도에이 애니메이션, 일명 '만신' 후지코 F. 후지오 작가를 비롯해 일본 만화 붐이 열리게 된다. 일본도, 서양도, 만화에 있어서 서로 주고 받은게 있는가 하면 둘 다 독자적인 만화 세계의 정체성을 갖고 있어 만화를 만들 환경의 뿌리가 튼튼하다. 그런 반면, 디자인이라는 개념이 유입된지 40년도채 안 된 대한민국은 만화같은 상업용 콘텐츠를 양성할 뿌리가 튼튼하지 못 하다. 서울에서 열린 1988년 올림픽의 마스코트를 정한 시기부터야 겨우 한국의 1세대 디자인이라는 개념이 싹트었다.
- 창작자의 표현의 자유 보장 문제 : 소비자들이 나서서 창작자의 표현의 자유를 억압한 사건도 여럿 있다.[10] 그러나 대한민국의 헌법이 표현의 자유를 보장하고 있다. 표현의 자유를 억압하는 일체의 검열이나 처벌을 원칙적으로 금지하고 있다. 한국은 민주주의 국가이며, 명예훼손을 비롯한 법을 어기지 않는 선에서 표현의 자유는 보장된다. 그러나 정치적 올바름 열풍에 의해, 자기가 속하지 않은 계층의 비꼬는 표현은 되고, 자기가 속한 계층의 표현은 허락하지 않는 일명 '내로남불' 태도 일관으로 크리에이터들의 자유롭고 민주주의적인 활동을 방해하고 있는게 현실이다.
- 업계의 영세 문제 : 문체부는 영세 기업이 많은 국내 콘텐츠 시장의 특성으로 인해 고질적인 자금 부족 해결이 가장 시급한 과제라고 파악했다.[11]

#### K-웹툰이 개선될 수 있는 방향
- 현행 스크롤 읽는 방식의 한계 개선 : 마우스 스크롤의 불편함을 해결할 수 있는 방법을 생각해내는 수도 있다.
- 컷 배분 외국 방식 벤치마킹 : 일본과 서양은 만화를 잡지에 연재하는 문화다. 그래서 책이 기본이고, 디지털 만화에서도 '책 넘김'과 '책에 컷을 배분' 방식을 고수하고 있는 경우가 많다.
- 경제성장 : 일본도 세계 2위 경제대국과 대외순자산 1위인 나라다.[12] 문화란건 먹고 살만한 뒤에 성장하는 법이고, 일본도 돈 많은 오타쿠가 애니메이션이 좋아서 회사를 차릴 정도니 경제가 성장하면 알아서 소비도 커지니 업계의 빈곤한 문제도 해결될 수 있다.
- 공격적인 인재 발굴 : 이미 성인인 90년대 출생 세대는 투니버스 리즈시절에 유년기를 보냈다. Z세대는 충분히 만화의 홍수 속에서 자랐고, 숨은 인재들도 많다. 공모전이든 특채든 인재를 발굴하는 노력을 게을리 하지 않으면 많은 인재를 확보할 수 있다.

## 한류로서의 가치

### 무궁무진한 파생형 시장
만화는 특성상 캐릭터 상품등 파생 상품이나 콜라보 상품으로 발전할 여지가 있다. K-드라마로도 발전한 사례도 있고 해외에서 애니화된 사례도 있다. K-웹툰은 캐릭터 파생 상품으로도 영역을 넓혀가고 있다. 미국·일본의 경우, 캐릭터 프랜차이즈는 매년 수십조원 규모의 매출을 벌고 있다.

### 한국 관광 발전
한국을 찾는 관광객 중 중국 관광객 숫자는 압도적이며 쓰는 돈도 제일 많다. 중국의 콘텐츠 시장도 발빠르게 성장중인 상황에서 중국 소비자들을 타깃으로 K-웹툰의 파생형 상품을 공략하거나, 연관된 관광 상품을 개발하는 것도 방법이다.

## 같이 보기
- 한류 (문화)
- 만화
- 디자인